# 劉珠
劉珠（1506年—1579年），字海翁，號福井，湖廣荊州府公安縣民籍，江西南昌縣人，明朝政治人物。

## 生平
嘉靖十六年（1537年）丁酉科湖廣鄉試第十六名舉人。66岁中式隆慶五年（1571年）辛未科會試第八十一名，三甲第三百一十一名進士。吏部觀政，授户部主事，七年升员外郎，卒。与张居正为布衣之交。 著有《疑菴集》。

## 軼事
明人筆記《五雜俎》載其年六十餘方登第，為張居正門生。其為居正賀壽詩曰：「欲知閣老山為壽，但看門生雪滿頭。」

## 家族
曾祖父劉瓚；祖父劉崇政；父劉青山，母汪氏。永感下。